# Morro Reatino
Morro Reatino è un comune italiano di 337 abitanti della provincia di Rieti nel Lazio.

## Geografia fisica

### Territorio
Morro Reatino si trova in Sabina, nell'alto Lazio, al confine con l'Umbria. Il comune è posto a quote di bassa montagna (745 m s.l.m.) sulle falde occidentali del massiccio del Terminillo, a nord della Piana di Rieti.

## Storia

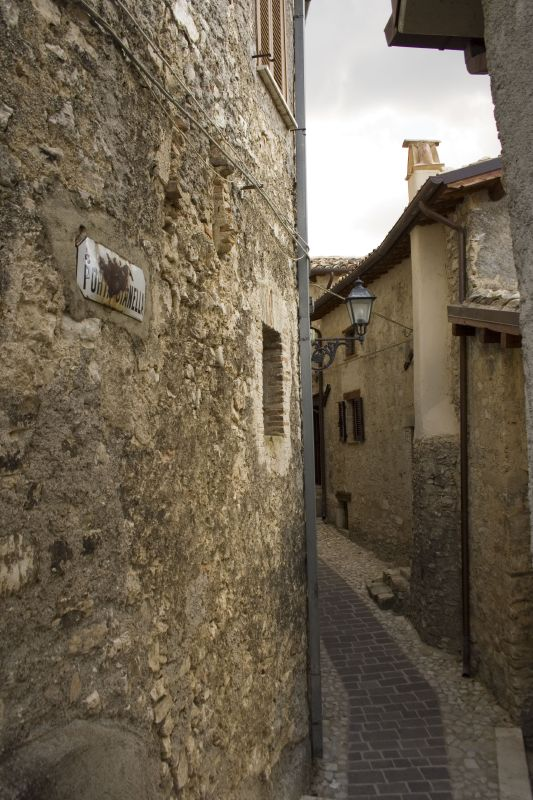
Un vicolo di Morro

Morro sorge in un territorio certamente frequentato già in epoca romana: si ritiene infatti che nei pressi dell'odierna Morro sorgesse l'antica Marruvio, città citata da Dionigi di Alicarnasso (da non confondersi con Marruvio dei Marsi). Le tracce romane rinvenute sono tuttavia piuttosto scarse: tra queste, dei resti di un acquedotto in Vocabolo Canale, e una moneta d'oro con l'effigie di Vespasiano (oggi al Museo civico di Rieti).
Le prime notizie certe dell'esistenza di un centro fortificato risalgono però al 1101, quando il territorio di Morro fu acquistato dai consoli del comune di Rieti. Nel 1152 il castello di Morro figurava tra i possedimenti della famiglia Nobili di Labro donati al capitolo della basilica di San Giovanni in Laterano di Roma, in cambio di aiuto e protezione contro l'invasione Normanna.
Morro fu spesso in lotta con la vicina Rivodutri. Per tutto il medioevo e fino all'unità d'Italia, il castello di Morro rappresentò l'estremo avamposto di Rieti, e quindi dello Stato Pontificio, prima del confine con il Regno di Napoli (a cui apparteneva la confinante Leonessa).
Durante i fatti della Repubblica Romana, Morro ospitò Giuseppe Garibaldi che, nel suo giro di ricognizione dei confini con il Regno delle Due Sicilie, il 30 gennaio 1849 pernottò in paese presso casa Poiani (dove oggi si trova una lapide commemorativa) per incontrare il patriota Bernardino Blasi.

## Monumenti e luoghi d'interesse

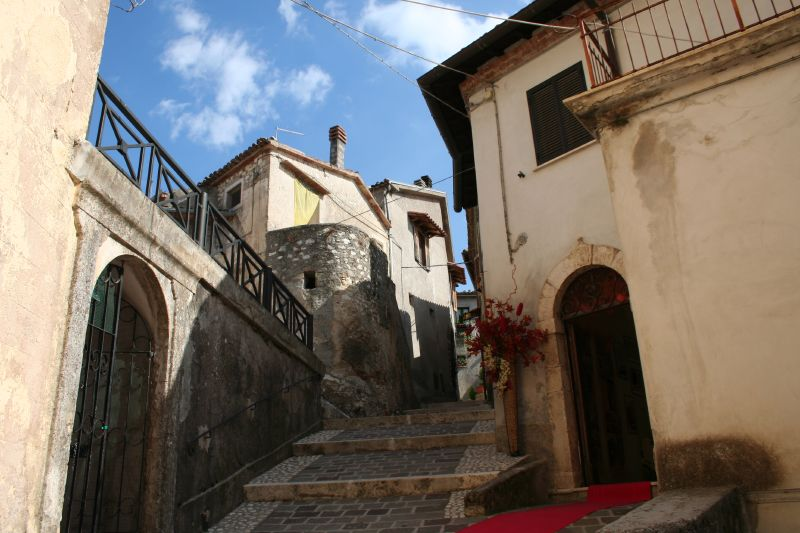
Un vicolo del paese

Morro è un borgo che conserva in buona parte l'originaria struttura medievale, nonostante buona parte degli edifici abbiano subito ristrutturazioni in epoche successive.
Castello
Dell'antico castello di Morro rimangono solo alcune tracce: la porta castellana, caratterizzata da un arco a tutto sesto e volta a botte; i resti della cinta muraria; e i resti di numerose torri.
Chiesa di San Lorenzo
La chiesa parrocchiale di San Lorenzo presenta un portale del 1638 che porta lo stemma del vescovo di Rieti Gianfrancesco Guidi di Bagno. L'interno ha una pianta a croce greca; sull'altare maggiore si trova una tela seicentesca raffigurante San Lorenzo e (ai lati) quadri che ritraggono San Luigi e San Vincenzo Ferreri. È rilevante anche l'altare del Rosario, fatto restaurare nel 1795 dal vescovo Saverio Marini.
Chiesa della Madonna della Torricella
Conserva al suo interno un notevole affresco che rappresenta la Vergine.
Chiesa di San Francesco (Collatea)
La chiesa di San Francesco, situata nella frazione Collatea, fu eretta (come riporta un'iscrizione sul portale) il 18 dicembre 1421 da Giovanni, Bernardino e Carlo Mattioni. Al suo interno ospita un pregevole dipinto della prima metà del Quattrocento, che raffigura la Madonna del Rosario.

## Società

### Evoluzione demografica
Abitanti censiti

### Etnie e minoranze straniere
Secondo i dati ISTAT al 31 dicembre 2013 la popolazione straniera residente era di 10 persone.

## Infrastrutture e trasporti

### Strade
La principale arteria stradale a servizio del comune di Morro, che attraversa il paese al suo interno, è la strada regionale 521 di Morro, una strada piuttosto tortuosa che lo collega da un lato al capoluogo Rieti e dall'altro a Leonessa, Cascia e Norcia.
Inoltre Morro è collegato al vicino comune di Rivodutri dalla strada provinciale 3 e a Labro dalla strada provinciale 5 di Leonessa. Quest'ultima permette anche di raggiungere lo svincolo "Colli sul Velino" della superstrada Rieti-Terni, che costituisce il collegamento più rapido con Terni.

## Amministrazione
| Periodo | Periodo   | Primo Cittadino          | Partito        | Carica  | Note               |
| ------- | --------- | ------------------------ | -------------- | ------- | ------------------ |
| 1995    | 1999      | Salvatore Papadia        | lista civica   | Sindaco |                    |
| 1999    | 2003      | Salvatore Papadia        | lista civica   | Sindaco | 2º mandato dimesso |
| 2004    | 2009      | Giancarlo Colarieti      | lista civica   | Sindaco |                    |
| 2009    | 2014      | Giancarlo Colarieti      | Una Spiga      | Sindaco | 2º mandato         |
| 2014    | 2019      | Gabriele Cintia Lattanzi | Per Morro      | Sindaco |                    |
| 2019    | 2024      | Gabriele Cintia Lattanzi | Per Morro      | Sindaco | 2º mandato         |
| 2024    | in carica | Massimo Conti            | Progetto Morro | Sindaco |                    |

### Altre informazioni amministrative
Durante il dominio francese (1798-1799), Morro fu parte del cantone di "Rieti rurale" all'interno del dipartimento del Clitunno; nel Regno napoleonico (1810-1815) fu parte del cantone di Stroncone all'interno del circondario di Rieti, che a sua volta faceva parte del dipartimento di Roma.
Con la Restaurazione e la riforma del 1816/1817 il comune fu annesso alla delegazione apostolica di Rieti, all'interno della provincia della Sabina, inizialmente come appodiato di Poggio Bustone (1816), poi come governo di secondo ordine dipendente da Poggio Bustone (1817); nel riparto territoriale del 1827 Morro risulta comunità soggetta alla podesteria di Labro e in quello del 1831 dipende direttamente dal governo di Rieti. Dopo l'annessione al Regno d'Italia, avvenuta nel 1860, fu inserito nel circondario di Rieti, all'interno della provincia dell'Umbria. Con Regio Decreto del 1863 il comune cambiò nome da Morro a Morro Reatino, per evitare casi di omonimia con altri comuni del neonato Stato italiano.
Nel 1923 passa dalla provincia di Perugia in Umbria, alla provincia di Roma nel Lazio, e nel 1927, a seguito del riordino delle Circoscrizioni Provinciali stabilito dal regio decreto N°1 del 2 gennaio 1927, per volontà del governo fascista, quando venne istituita la provincia di Rieti, Morro Reatino passa a quella di Rieti.
Fa parte della Comunità montana Montepiano Reatino.